# Сісу
Сісу — є важливою складовою фінського національного характеру, це слово є одним з національних слів-символів Фінляндії. Сісу означає складне, амбівалентне поєднання витримки, завзятості, що переходить у впертість, витривалості, стійкості, наполегливості, мужності, сміливості та прямолінійності. Однією фразою сутність сісу можна приблизно описати так: що має бути зроблено то буде зроблено, незважаючи ні на що. Фінське слово «сісу» не має еквівалента в українській мові (чи інших мовах) і наближено перекладається як завзята стійкість, впертість, наполегливість та гідність перед лицем випробувань
.
Фінське слово «сісу» походить від слова «sisus», що означає «начинка» або щось, що знаходиться всередині. Сісу називають частиною фінської ідентичності. Коріння поняття сісу формувалося під час століть функціонування і розвитку фінського суспільства. Основою формування поняття сісу можна назвати фінські особливості ментальності, які сформувалися під впливом протестантської релігійної філософії. Остаточно поняття сісу сформувалося і формалізувалося в 1920-х роках, а особливо популярним воно стало в 1940-х.